# 檜前女王
檜前女王（ひのくまじょおう/ひのくま の おおきみ、生没年不詳）は、奈良時代の皇族。名は檜隈とも記される。後述するように高市皇子の娘という説がある。位階は従四位上。

## 生涯
『万葉集』に、柿本人麻呂が高市皇子の薨去を追悼して作った長歌1首と反歌2首があるが、続けて「或書の反歌一首」とあり、
とあり、この和歌の左注に「右の一首は、類聚歌林に曰く、『檜隈女王、泣沢神社を怨むる歌なり』といふ」とある。岸本由豆流の「万葉集攷証」・土屋文明の「万葉集私注」・澤瀉久孝の「万葉集注釈」などによると、この女王を高市皇子の娘として、檜前女王と同一人物であるとしている。鹿持雅澄の「万葉集古義」によると、檜前女王と檜隈女王は姉妹ではないか、となっている。
天平7年（735年）閏11月の「相模国封戸租交易帳」に、相模国御浦郡氷蛭郷に、食封40戸（田109町7段153歩）を与えられていたと記されている。この時の位階は従四位下。
『続日本紀』には聖武朝の天平9年（737年）2月には、従四位下から従四位上に昇叙されたと見えている。

## 官歴
注記のないものは『続日本紀』による。
- 天平7年（735年）閏11月：従四位下（『大日本古文書』による）
- 天平9年（737年）2月14日：従四位上